# Владан Јосиповић
Проф. др Владан Јосиповић је био члан Aкадемије медицинских наука Српског лекарског друштва од 1976. године и професор Медицинског факултета Универзитета у Београду. Био је рођен 15. фебруара 1920. године у селу Звиздар (општина Уб, Краљевина Југославија). Умро је у Београду 1994. године.

## Школовање
Основну школу је похађао у селу Тврдојевцу и Убу, а гиманзију у Ваљеву, где је и матурирао 1938. године с одличним успехом. Исте године се уписао на медицински факултет универзитета у Београду и редовно полагао испите с врло високим оценама. Студије је прекинуо због рата, а наставио их је 1945. Дипломирао је 1948. године с просечном оценом 9,85.
Обавезни лекарски стаж је обавио на клиникама Медицинског фaкултета, а затим је постављен за клиничког лекара на бившој Четвртој интерној клиници, где је почео специјализацију. Специјалистички испит из интерне медицине положио је 1953. године с одличним успехом. Већ се током специјализације определио за кардиологију. Као један од најперспективнијих лекара, упућен је у Велику Британију ради усавршавања у области кардиоваскуларних обољења, где је током 1954/55. године провео десет месеци у различитим кардиолошким установама. По повратку са усавршавања радио је на Кардиолошком одељењу Интерне клинике Б и увео нове методе дијагностике и лечења кардиоваксуларних болести. Током 1958/59. године провео је шест месеци у неколико америчких кардиоваскуларних установа, бавећи се епидемиологијом, превенцијом и лечењем болести срца и крвних судова. За време тог боравка положио је нострификациони испит за САД (ECFMG) и каснијом сарадњом остварио добре контакте с водећим америчким кардиолозима. Године 1966. изабран је за члана (fellow) American College of Cardiology. Током 1967/68, на позив тог колеџа, провео је још дванаест месеци као гостујући професор на Катедри интерне медицине Hahnemann Medical College and Hospital у Филаделфији, у САД. Др Јосиповић је скоро цео професионални век провео на тадашњој Интерној клиници Б. Био је један од иницијатора и оснивача Коронарне јединице на Интерној Б клиници 1970. године. Залагао се за оснивање Института за кардиоваскуларне болести Клиничког центра Србије, што је остварено тек после његовог одласка у пензију. Године 1984/85. радио је у Либији, у оквиру техничке помоћи.

## Специјализација
У клиничком раду се нарочито бавио изучавањем и лечењем есенцијалне хипертензије, примарних миокардиопатија, терапијском применом бета-блокатора, проблемима срчаних обољења у трудноћи и др. Проф. Јосиповић је био један од водећих кардиолога бивше СФРЈ. Био је одличан познавалац и других грана интерне медицине, због чега је често позиван у конзилијуме за решавање комплексних клиничких стања. Био је и дугогодишњи консултант Гинеколошко-акушерске клинике.
Још током специјализације волонтирао је и држао практичну наставу из интерне медицине. У звање асистента изабран је 1952. годину дана пре него што је положио специјалистички испит. Године 1955. радом Конверзија атријалне фибрилације кинидином изабран у звање доцента. У звање ванредног професора изабран је 1965, а редовног професора 1972. године. Поред наставе студентима на основним студијама, држао је предавања и студентима последипломских студија и лекарима на специјализацији из интерне и опште медицине. Био је један од иницијатора и оснивача Катедре за последипломску наставу из кардиологије 1965. године, прве последипломске катедре на Медицинском факултету.
Важио је за прворазредног предавача, па су његова предавања била масовно посећивана. Био је дугогодишњи члан и председник комисија за полагање специјалистичког испита из интерне медицине и магистарског испита из кардиологије. Био је ментор и члан комисија за оцену и одбрану бројних магистарских и докторских радова.

## Академски рад
Проф. Јосиповић је учествовао у превођењу неколико уџбеника медицине на српски језик. Превео је пет поглавља уџбеника Патолошка физиологија, W. А. Sodeman-а (1959). Ради побољшања наставе из интерне медицине, за потребе студената и лекара превео је уџбеник R. H. Major-a и M. Delp-a Физичка дијагностика (1961) и учествовао у превођењу уџбеника Интерна медицина, Cecil-a и Loeb-a (1967), у којем је превео поглавља о болестима бубрега, рикецијским инфекцијама, колагенозама и обољењима слезине.
Писао је поглавља у књигама и објавио велики број радова. До избора у звање редовног професора написао је тридесет шест прилога у десет књига и објавио сто два рада – шест у међународним и четрдесет у домаћим часописима, четрдесет девет у зборницима радова са домаћих и осам у зборницима са стручних састанака у иностранству. Најзначајнији су му радови о епидемиологији срчаних обољења, есенцијалној хипертензији, примарној кардиомиопатији, терапијској примени бета-блокатора и трудноћи код болесница с кардиоваскуларним обољењима.
Одржао је двадесет предавања која нису штампана. На бројним састанцима држао је предавања по позиву, учествовао у панелдискусијама за округлим столом и председавао конгресним седницама.
Држао је предавања на медицинским факултетима у Њујорку, Бостону, Сан Франциску и Маршфилду (САД), а на Светском кардиолошком конгресу 1978. године у Токију водио је симпозијум Causes, prevention and treatment of infective endocarditis. Био је и уредник Зборника радова с научног скупа о епидемиологији и есенцијалној хипертензији у разним етничким групама у Југославији, који је одржан 1978. године у Херцег Новом.
Проф. Јосиповић је био иницијатор истраживања епидемиологије обољења срца које је реализовано у познатој Студији седам земаља, за коју је, с осталим члановима тима бивше Интерне клинике, 1970. године добио Октобарску награду Града Београда.
Био је руководилац научноистраживачког пројекта Артеријска хипертензија у разним етничким групама, који је финансирала Републичка заједница науке Србије. Као дугогодишњи члан Српског лекарског друштва највише је радио у Кардиолошкој секцији, чији је био председник 1964. и 1965. године, и Интернистичкој секцији, у којој је био секре-тар, члан Управног одбора и председник. Такође је био члан и потпредседник Удружења кардиолога Југославије, члан Америчког колеџа за кардиологију од 1965. и члан Европског удружења кардиолога, с посебним ангажманом у Групи за примарне кардиопатије. Био је рецензент бројних радова за домаће и међународне часописе.Члан Академије медицинских наука Српског лекарског друштва постао је 1976. године, по њеном оснивању, а председник Академије био је у периоду 1986–1990. године. Био је један од учесника дискусије Принципи за оцену привремене неспособности за рад (1981), један од организатора научног скупа Трудноћа и срце (1989, са академиком В. Шуловићем) и предавач на још неколико научних скупова Академије. Био је члан Одбора за кардиоваскуларну патологију Српске академије наука и уметности од 1974. године.
Обављао је и низ друштвених послова на клиници и факултету, које је увек прихватао и савесно извршавао. На клиници је био члан Савета, а на факултету члан Наставне комисије. Био је и члан Савета у Заводу за хитна интерна обољења и члан Комисије за болничке проблеме Градског здравственог центра.
Проф. др Владан Јосиповић је био изузетна личност, хуманиста високих професионалних и етичких стандарда, који је суверено владао широким медицинским знањем и максимално се, с много енергије и ентузијазма, посветио раду и унапређењу сваког сегмента своје делатности – клиничара, врхунског кардиолога, наставника.
Добитник је бројних признања и одликовања. Пензионисан је 1985. године. После одласка у пензију објавио је књигу Кардиологија у Србији (1989).